# Pleasanton, Nebraska
Pleasanton är en ort (village) i Buffalo County i Nebraska. Vid 2010 års folkräkning hade Pleasanton 341 invånare.